# Control de tono

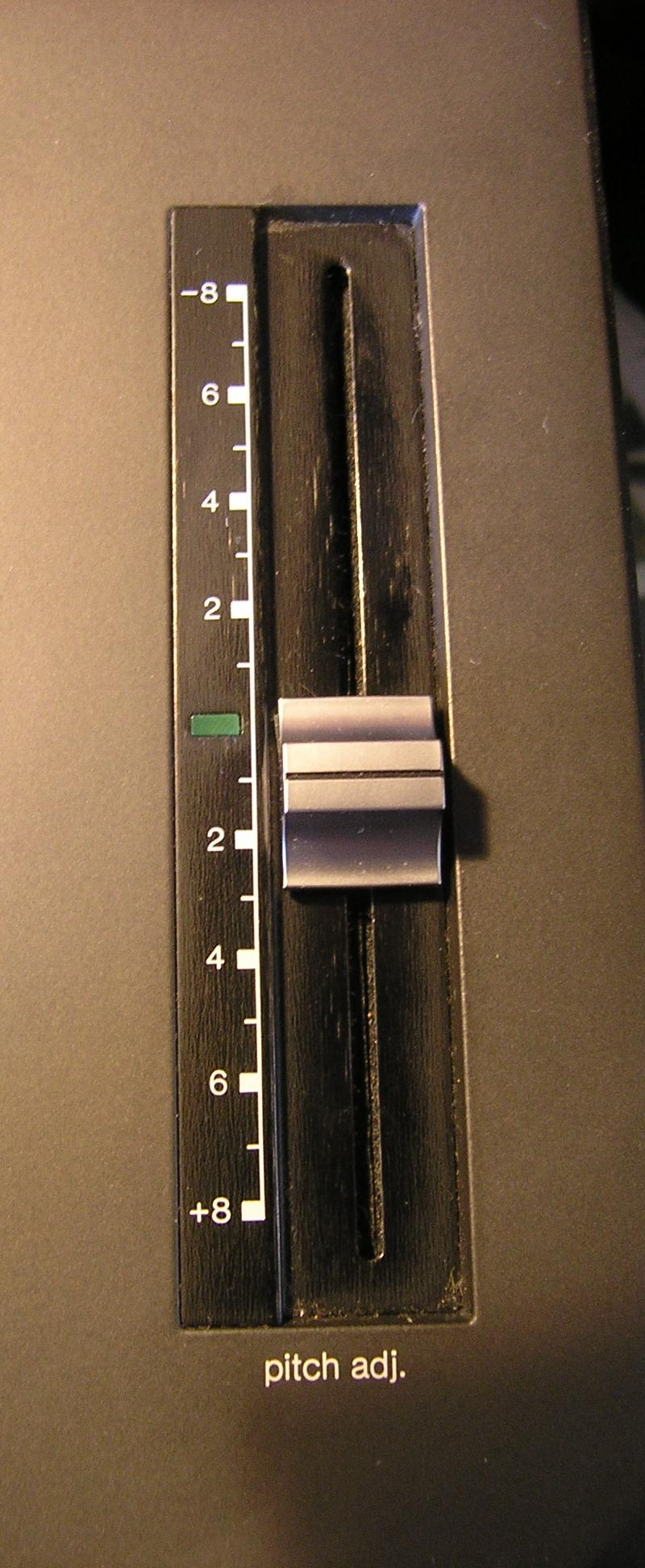
Deslizador del control de tono del modelo de tocadiscos Technics SL-1210MK2

Un control de tono (pitch control) de velocidad variable (vari-speed) es un control en un dispositivo de audio como un tocadiscos, grabadora de cinta o reproductor de CD que permite al operador desviarse de una velocidad estándar (como 33, 45 o incluso 78 rpm en un tocadiscos). El último término «velocidad variable» se utiliza con más frecuencia para los magnetófonos, especialmente en el Reino Unido. Los controles de tono analógico varían el voltaje que utiliza el dispositivo de reproducción; Los controles digitales utilizan el procesamiento digital de señales para cambiar la velocidad de reproducción o el tono. Una plataforma de DJ típica permite aumentar o reducir el tono hasta en un 8%, lo que se logra aumentando o reduciendo la velocidad a la que gira el plato.
La velocidad de reproducción del tocadiscos o del CD se puede cambiar para igualar el ritmo y otras técnicas de DJ, mientras que el cambio de tono (pitch swift) mediante un control de tono tiene innumerables usos en la grabación de sonido.

## Velocidad variable en reproductores de casetes de consumo
Superscope, Inc. de Sun Valley (Los Ángeles) agregó la velocidad variable como característica de las platinas de casete portátiles en 1975. Los modelos C-104 y C-105 incorporaron esta característica.
Superscope registró el nombre Vari-Speed en 1974. La categoría de marca registrada era Productos informáticos y de software y Productos eléctricos y científicos. El uso de bienes y servicios de marca registrada fue grabadoras y reproductores de cinta magnética. La marca expiró en 1995.

## Uso del tono (DJ)
Entre los DJs, la posibilidad de alterar el tono en sus pinchadiscos o reproductores de CD es un estándar. En los pinchadiscos Technics SL-1200 ha existido la posibilidad de cambiar el tono +/- 8% y modelos en los que se puede cambiar el tono +/- 16%. Esto se ha convertido en el estándar entre los DJ y la mayoría del software que emula una configuración de DJ tiene su control de tono a menudo estándar en +/- 8%. Con posibilidad de cambiarlo a +/- 16% y algunos otros valores.
Al cambiar el tono, el DJ puede alterar el BPM de un disco dentro de un cierto rango. Este es un componente clave para la comparación de ritmos, porque el DJ está tratando de que sus dos discos se reproduzcan al mismo BPM, lo que permitirá mantenerlos sincronizados una vez que coincidan los ritmos.